# Peter D. Ashlock
Peter Dunning Ashlock, né le 22 août 1929 à San Francisco et mort le 26 janvier 1989 à Lawrence (Kansas), est un biologiste de l'évolution et entomologiste américain,.

## Carrière
Il fait son bachelor en entomologie à l'université de Berkeley (Californie), où il est formé notamment par Robert Usinger. Après deux ans de service militaire en Utah comme écologue entomologiste, il passe en 1956 son master à l'université du Connecticut à Storrs, où se révèle son intérêt pour les Lygaeidae, et où il fait la connaissance de James Alex Slater. Il retourne à Berkeley où il commence à travailler à son doctorat, consacré au genre Geocoris. En 1958, il obtient un poste à Washington au département de recherche entomologique du Musée national d'Histoire naturelle des États-Unis, où il devient ami d'un autre spécialiste des Lygaeidae, Harry Barber, et où il se consacre aux Lethaeini (Rhyparochominae). Il travaille ensuite à l'Université du Maryland. Il retourne ensuite à Berkeley, où il travaille avec R. Usinger, avec qui il fait un voyage de recherche de trois mois aux îles Galápagos, en Équateur et aux îles Cocos. 
Il a été curateur au Musée Bishop d'Honolulu (Hawaï) entre 1964 et 1967, période lors de laquelle il termine sa thèse et obtient son doctorat de Berkeley en 1966. Il enseigne un an à Storrs (1967-1968) en remplacement de James A. Slater, puis intègre l'Université du Kansas dès 1968, où il deviendra professeur en 1981 et où il restera jusqu'à sa mort en 1989. C'est dans cette université que sa collection est déposée.

## Systématique évolutionniste
Il est systématicien évolutionniste appartenant à l'école Simpson-Mayr après avoir suivi un séminaire de P. Wygodzinsky.
En 1971, Ashlock définit l'holophylie comme synonyme de la monophylie sensu Hennig, résultant en une signification différente du terme monophylie utilisé en systématique évolutionniste,.

## Hétéroptériste
En entomologie, Peter D. Ashlock s'est spécialisé dans l'étude des punaises (Heteroptera), en particulier de la famille des Lygaeidae, dont il fait la révision mondiale de la sous-famille des Orsillinae (et il y crée la tribu des Lepionysiini) en 1967, considérée comme un modèle de rigueur analytique. Dans la famille des Rhyparochromidae (encore à l'époque une sous-famille des Lygaeidae), il crée en 1964 les tribus des Antillocorini et des Targaremini, qu'il a séparé des Lethaeini, qu'il avait reconnus comme polyphylétiques. Il est le premier chercheur à avoir exploré en détail la nature complexe de l'utilisation de l'édéage pour établir les relations entre espèces ou rangs taxonomiques plus élevés.

## Publications
- [Ashlock 1964] (en) Peter D. Ashlock, « Two new tribes of Rhyparochrominae: a re-evaluation of the Lethaeini (Hemiptera-Heteroptera: Lygaeidae) », Annals of the Entomological Society of America, vol. 57, no 4,‎ 1964, p. 14-422 (ISSN 0013-8746, DOI 10.1093/aesa/57.4.414)
- [Ashlock 1967] (en) Peter D. Ashlock, « A generic classification of the Orsillinae of the world (Hemiptera-Heteroptera: Lygaeidae) », University of California publications in entomology, vol. 48,‎ 1967, VI+82
- [Ashlock 1971] (en) Peter D. Ashlock, « Monophyly and Associated Terms », Systematic Zoology, vol. 20, no 1,‎ 1er mars 1971, p. 63-69 (ISSN 1063-5157, DOI 10.1093/sysbio/20.1.63)
- [Ashlock 1972] (en) Peter D. Ashlock, « Monophyly Again », Systematic Zoology, vol. 21, no 4,‎ 1er décembre 1972, p. 430-438 (ISSN 1063-5157, DOI 10.1093/sysbio/21.4.430, JSTOR 2412435)
- (en) Peter D. Ashlock, « The Uses of Cladistics », Annual Review of Ecology and Systematics, vol. 5, no 1,‎ novembre 1974, p. 81-99 (ISSN 0066-4162, DOI 10.1146/annurev.es.05.110174.000501, JSTOR 2096881)
- (en) Peter D. Ashlock, « An evolutionary systematist's view of classification », Systematic Zoology, vol. 28, no 4,‎ 1er décembre 1979, p. 441-450 (ISSN 1063-5157, DOI 10.2307/sysbio/28.4.441, JSTOR 2412559)
- (en) Ernst Mayr & Peter D. Ashlock, Principles of systematic zoology, Second Edition, McGraw-Hill, Inc., New York, 1991, xx + 475 p.  (ISBN 0-07-041144-1)

## Taxons créés par Peter D. Ashlock
Selon J. A. Slater et J. D. Polhemus (complété à partir de Lygaeoidea Species Files), les taxons créés par Peter D. Ashlock sont les suivants, dans les Lygaeidae, sauf mention des autres familles entre parenthèses. Il s'agit de 3 tribus, de 13 genres et de 117 espèces : 
- Antillocorini, Ashlock, 1964
- Arphnus melanotylus, syn. de Cymus melanotylus (Ashlock, 1961) (Cymidae)
- Atrazonotus Slater & Ashlock, 1966 (Rhyparochromidae)
- Austronysius Ashlock, 1967
- Austronysius sericus Ashlock, 1967
- Balionysius Ashlock, 1967
- Balionysius maculatus Ashlock, 1967
- Bergidea atrata Ashlock, 1985 (Rhyparochromidae)
- Bryanellocoris adustus Chen, Jian-xiu & Ashlock, 1987 (Rhyparochromidae)
- Bryanellocoris antennellus Chen, Jian-xiu & Ashlock, 1987 (Rhyparochromidae)
- Bryanellocoris cornutus Chen, Jian-xiu & Ashlock, 1987 (Rhyparochromidae)
- Bryanellocoris coxaspinosus Chen, Jian-xiu & Ashlock, 1987 (Rhyparochromidae)
- Bryanellocoris cretatus Chen, Jian-xiu & Ashlock, 1987 (Rhyparochromidae)
- Bryanellocoris exophthalmus Chen, Jian-xiu & Ashlock, 1987 (Rhyparochromidae)
- Bryanellocoris fijiensis Chen, Jian-xiu & Ashlock, 1987 (Rhyparochromidae)
- Bryanellocoris furcatus Chen, Jian-xiu & Ashlock, 1987 (Rhyparochromidae)
- Bryanellocoris gagnei Chen, Jian-xiu & Ashlock, 1987 (Rhyparochromidae)
- Bryanellocoris globosus Chen, Jian-xiu & Ashlock, 1987 (Rhyparochromidae)
- Bryanellocoris gressitti Chen, Jian-xiu & Ashlock, 1987 (Rhyparochromidae)
- Bryanellocoris hebridensis Chen, Jian-xiu & Ashlock, 1987 (Rhyparochromidae)
- Bryanellocoris hexacanthus Chen, Jian-xiu & Ashlock, 1987 (Rhyparochromidae)
- Bryanellocoris humeralis Chen, Jian-xiu & Ashlock, 1987 (Rhyparochromidae)
- Bryanellocoris impensus Chen, Jian-xiu & Ashlock, 1987 (Rhyparochromidae)
- Bryanellocoris incultus Chen, Jian-xiu & Ashlock, 1987 (Rhyparochromidae)
- Bryanellocoris longirostris Chen, Jian-xiu & Ashlock, 1987 (Rhyparochromidae)
- Bryanellocoris maculatus Chen, Jian-xiu & Ashlock, 1987 (Rhyparochromidae)
- Bryanellocoris magnacornis Chen, Jian-xiu & Ashlock, 1987 (Rhyparochromidae)
- Bryanellocoris megalopsus Chen, Jian-xiu & Ashlock, 1987 (Rhyparochromidae)
- Bryanellocoris micrommatus Chen, Jian-xiu & Ashlock, 1987 (Rhyparochromidae)
- Bryanellocoris notatus Chen, Jian-xiu & Ashlock, 1987 (Rhyparochromidae)
- Bryanellocoris oculatus Chen, Jian-xiu & Ashlock, 1987 (Rhyparochromidae)
- Bryanellocoris piceus Chen, Jian-xiu & Ashlock, 1987 (Rhyparochromidae)
- Bryanellocoris pilosus Chen, Jian-xiu & Ashlock, 1987 (Rhyparochromidae)
- Bryanellocoris planifrons Chen, Jian-xiu & Ashlock, 1987 (Rhyparochromidae)
- Bryanellocoris porrectus Chen, Jian-xiu & Ashlock, 1987 (Rhyparochromidae)
- Bryanellocoris rostellus Chen, Jian-xiu & Ashlock, 1987 (Rhyparochromidae)
- Bryanellocoris russatus Chen, Jian-xiu & Ashlock, 1987 (Rhyparochromidae)
- Bryanellocoris samuelsoni Chen, Jian-xiu & Ashlock, 1987 (Rhyparochromidae)
- Bryanellocoris sedlaceki Chen, Jian-xiu & Ashlock, 1987 (Rhyparochromidae)
- Bryanellocoris spinulus Chen, Jian-xiu & Ashlock, 1987 (Rhyparochromidae)
- Bryanellocoris strongylus Chen, Jian-xiu & Ashlock, 1987 (Rhyparochromidae)
- Bryanellocoris tensus Chen, Jian-xiu & Ashlock, 1987 (Rhyparochromidae)
- Bryanellocoris unicolor Chen, Jian-xiu & Ashlock, 1987 (Rhyparochromidae)
- Camptocoris rostratus Slater & Ashlock, 1980
- Camptocoris thunbergi Slater & Ashlock, 1980
- Coleonysius Ashlock, 1967
- Coleonysius dimorphus Ashlock, 1967
- Crompus nesiotes Ashlock, 1967
- Darwinysius Ashlock, 1967
- Darwinysius wenmanensis Ashlock, 1972
- Dimorphopterus lepidus Slater, Ashlock & Wilcox, 1969 (Blissidae)
- Dimorphopterus rondoni Slater, Ashlock & Wilcox, 1969 (Blissidae)
- Discocoris drakei Ashlock, 1959 (Thaumastocoridae)
- Eremocoris cupressicola Ashlock, 1979  (Rhyparochromidae)
- Eurynysius Ashlock, 1967
- Eurynysius meschioides Ashlock, 1967
- Extaramorphus Slater, Ashlock & Wilcox, 1969 (Blissidae)
- Extaramorphus magnatarsus Slater, Ashlock & Wilcox, 1969 (Blissidae)
- Geoblissus mekongensis, 1969, syn. de Blissus mekongensis (Slater, Ashlock & Wilcox, 1969) (Blissidae)
- Glyptonysius amicola Ashlock, 1966
- Hyalonysius fumosus Ashlock & Slater, 1976
- Hyalonysius gilvus Ashlock & Slater, 1976
- Hyalonysius pallidomaculatus Ashlock & Slater, 1976
- Ischnodemus ambiguus syn. de Capodemus ambiguus (Slater, Ashlock & Wilcox, 1969) (Blissidae)
- Ischnodemus fumidus syn. de Capodemus ambiguus (Slater, Ashlock & Wilcox, 1969) (Blissidae)
- Ischnodemus nigrocephalus syn. de Capodemus ambiguus (Slater, Ashlock & Wilcox, 1969) (Blissidae)
- Ischnodemus sinuatus syn. de Capodemus ambiguus (Slater, Ashlock & Wilcox, 1969) (Blissidae)
- Lepionysiini Ashlock, 1967
- Lepionysius Ashlock, 1967
- Lepionysius grossi Ashlock, 1967
- Lipostemmata major Ashlock, 1970 (Rhyparochromidae)
- Lipostemmata scutellatus Ashlock, 1970 (Rhyparochromidae)
- Lygaeus bahamensis Barber & Ashlock, 1960
- Macropes comosus Slater, Ashlock & Wilcox, 1969 (Blissidae)
- Macropes harringtonae Slater, Ashlock & Wilcox, 1969 (Blissidae)
- Macropes lobatus Slater, Ashlock & Wilcox, 1969 (Blissidae)
- Macropes minor Slater, Ashlock & Wilcox, 1969 (Blissidae)
- Macropes pilosus Slater, Ashlock & Wilcox, 1969 (Blissidae)
- Macropes pseudofemoralis Slater, Ashlock & Wilcox, 1969 (Blissidae)
- Macropes yoshimotoi Slater, Ashlock & Wilcox, 1969 (Blissidae)
- Malezonotus arcuatus Ashlock, 1958
- Malezonotus barberi Ashlock, 1958
- Malezonotus obrieni Ashlock, 1963
- Metrarga elinguis Ashlock, 1966
- Metrarga molokaiensis Usinger & Ashlock, 1959
- Metrarga swezeyi Usinger & Ashlock, 1959
- Micrymenus brevalatus Ashlock, 1985 (Rhyparochromidae)
- Neocrompus fijiensis, Ashlock & Scudder, 1966
- Neocrompus pallax Ashlock & Scudder, 1966
- Neocrompus vevarus Ashlock & Scudder, 1966
- Neocrompus zimmermani Ashlock & Scudder, 1966
- Neseis (Trachynysius) legnotus Ashlock, 1966
- Neseis (Trachynysius) neochinai Ashlock, 1983
- Neseis (Trachynysius) pallasatus Ashlock, 1966
- Nesocryptias adamsoni, Usinger & Ashlock, 1959
- Nesocryptias comis Ashlock, 1966
- Nesocryptias oahuensis Usinger & Ashlock, 1959
- Nesocryptias xiopsis Usinger & Ashlock, 1959
- Nysius beardsleyi Ashlock, 1966
- Nysius hardyi Ashlock, 1966
- Nysius liliputanus Eyles & Ashlock, 1969
- Nysius palor Ashlock, 1963
- Nysius usitatus Ashlock, 1972
- Nysius wekiuicola Ashlock & Gagne, 1983
- Oceanides euphoriae Ashlock, 1966
- Oceanides gressitti Ashlock, 1966
- Oceanides humeralis Ashlock, 1966
- Oceanides yoshimotoi Ashlock, 1966
- Ortholomus usingeri, syn. de Neortholomus usingeri (Ashlock, 1972)
- Ozophora heydoni Barber & Ashlock, 1960 (Rhyparochromidae)
- Pachybrachius nesovinctus syn. de Pseudopachybrachius nesovinctus (Ashlock, 1972)  (Rhyparochromidae)
- Pamozophora Ashlock & Slater, 1982 (Rhyparochromidae)
- Pamozophora englemani Ashlock & Slater, 1982 (Rhyparochromidae)
- Pseudomenus Ashlock & Slater, 1982 (Rhyparochromidae)
- Pseudomenus veovatus Ashlock & Slater, 1982 (Rhyparochromidae)
- Praetorblissus obrieni Slater & Ashlock, 1976 (Blissidae)
- Praetorblissus wilcoxi Slater & Ashlock, 1976 (Blissidae)
- Ruckesona Ashlock, 1970 (Urostylididae)
- Ruckesona vitrella Ashlock, 1970 (Urostylididae)
- Rugomenus Ashlock, 1985 (Rhyparochromidae)
- Saileriola hyalina Ashlock, 1970 (Urostylididae)
- Targaremini, Ashlock 1964 (Rhyparochromidae)
- Xyonysius Ashlock & Lattin, 1963

## Taxons nommés en hommage
Un certain nombre de taxons ont été dénommés en hommage à Peter Ashlock. Au sein des hétéroptères, on peut mentionner :
- le genre Ashlockia Hamid, 1975 (Cymidae), et les espèces suivantes :
- Aphelocheirus ashlocki D.A. Polhemus & J.T. Polhemus, 1988 (Aphelocheiridae)
- Ashlockia longicorialis Hamid, 1975
- Germalus ashlocki Kóbor, 2020 (Geocoridae)
- Lepionysius ashlocki Štys, 1973 (Lygaeidae, Lepionysiini)
- Lygaeus ashlocki Brailovsky, 1978 (Lygaeidae, Lygaeinae)
- Microvelia ashlocki J. Polhemus, 1968 (Veliidae, Microveliini)
- Niesthrea ashlocki Froeschner, 1989 (Rhopalidae, Niesthreini)